# Rain Fall Down
Rain Fall Down is een nummer van de Britse rockband The Rolling Stones uit 2005. Het is de tweede single van hun 22e studioalbum A Bigger Bang.
Het nummer kent een funkrockgeluid in de stijl van Miss You. Volgens Mick Jagger gaat het nummer over Londen en de problemen die de hoofdstad kent. De regel 'Feel like we're living in a battleground, everyone's jazzed' kwam in Jagger op toen hij naar eigen zeggen "zo veel bewapende politie in de straten" zag. "Rondwandelen terwijl je machinegeweren ziet, dat is niet het beeld dat je van Londen hebt", aldus Jagger. "Rain Fall Down" behaalde een bescheiden 33e positie in het Verenigd Koninkrijk, waarmee het de laatste Britse Top 40-hit voor The Rolling Stones werd. In Nederland bereikte het nummer de 9e positie in de Tipparade.